# Comorenolijfduif
De comorenolijfduif (Columba pollenii) is een vogel uit de familie van duiven (Columbidae).

## Verspreiding en leefgebied
Deze soort is endemisch op de Comoren, een eilandengroep in de Indische Oceaan, ten noordwesten van Madagaskar.

## Status
De grootte van de populatie is in 2008 geschat op 1500-7000 volwassen vogels. Op de Rode lijst van de IUCN heeft deze soort de status gevoelig.  